# Saint of Me
Saint Of Me je druhým singlem k albu Bridges to Babylon rockové skupiny The Rolling Stones. Obě písně, „Saint Of Me“ a „Anyway You Look At It“, byly natočeny v roce 1997 ve studiích Ocean Way Recording Studios v Los Angeles. Singl vyšel 26. ledna 1998 a v USA dosáhl na 94. příčku, ve Velké Británii na 26. místo. Píseň „Saint Of Me“ vyšla již na albu Bridges To Babylon (vydáno 29. září 1997), na singlu je ale zkrácená; „Anyway You Look At It“ nebyla do té doby nikdy vydána. Autory obou skladeb jsou Mick Jagger a Keith Richards.
A strana
- Saint Of Me (single edice) 4:04

B strana
- Anyway You Look At It 4:18